# سعاد فوزي
سعاد فوزى هي ممثلة مصرية بدأت مشوارها الفنى في نهاية الأربعينيات.

## مسيرتها
قدمت سعاد أدوارا ثانوية مساعدة مثل دور هي مدرسة نعمت (مدرسة فاتن حمامة) في المدرسة الداخلية في فيلم قلوب الناس عام 1954، كما أدت دور مدرسة الموسيقى في فيلم المرأة عام 1949، وأدت دور عروسة في فيلم فاطمة وماريكا وراشيل عام 1949، ودور الزوجة الخائنة في فيلم حياة أو موت عام 1954. شاركت سعاد في حوالي 20 فيلمًا.

## الأفلام
| السنة | الفيلم               | الدور             | بمشاركة                                                                            | المصدر |
| ----- | -------------------- | ----------------- | ---------------------------------------------------------------------------------- | ------ |
| 1949  | فاطمة وماريكا وراشيل | العروسة           | محمد فوزي، مديحة يسري، عبد السلام النابلسي، ببا عز الدين، إسماعيل ياسين، لولا صدقي | [ 3 ]  |
| 1949  | المصري أفندي         | شوشو              | حسين صدقي، مديحة يسري، إسماعيل ياسين، لولا صدقي، فؤاد الرشيدي، توفيق إسماعيل       | [ 4 ]  |
| 1949  | المرأة               |                   | أحلام، كمال الشناوي، سميحة توفيق، محمود السباع، ماري منيب، عبد الحميد زكي          | [ 5 ]  |
| 1950  | ليلة الدخلة          | الخياطة           | إسماعيل ياسين، حسن فايق، سميحة توفيق، ماجدة، عبد الفتاح القصري، زكية إبراهيم       | [ 6 ]  |
| 1950  | أيام شبابي           | عزيزة هانم        | كمال الشناوي، تحية كاريوكا، شادية، محمود المليجي، عزيز عثمان، أحمد علام            | [ 7 ]  |
| 1950  | شاطئ الغرام          |                   |                                                                                    |        |
| 1951  | نهاية قصة            |                   |                                                                                    |        |
| 1951  | من غير وداع          |                   |                                                                                    |        |
| 1951  | السبع أفندي          |                   |                                                                                    |        |
| 1953  | ماليش حد             | نجية              |                                                                                    |        |
| 1953  | فاعل خير             | إحدى صديقات الهام |                                                                                    |        |
| 1953  | شريك حياتى           |                   |                                                                                    |        |
| 1954  | قلوب الناس           |                   |                                                                                    |        |
| 1954  | خطف مراتي            |                   |                                                                                    |        |
| 1954  | حياة أو موت          | الزوجة الخائنة    |                                                                                    |        |
| 1954  | اعترافات زوجة        |                   |                                                                                    |        |
| 1955  | نحن بشر              |                   |                                                                                    |        |
| 1956  | قلوب حائرة           | دولت هانم         |                                                                                    |        |
| 1957  | رحلة غرامية          |                   |                                                                                    |        |

المصدر:

## الإبتعاد
كانت سعاد فوزي من الفنانات التي لم يصلن إلى النجومية والشهرة التي يحلمن بها فقررت الإبتعاد عن الحياة الفنية.